# Gottesgebärerin

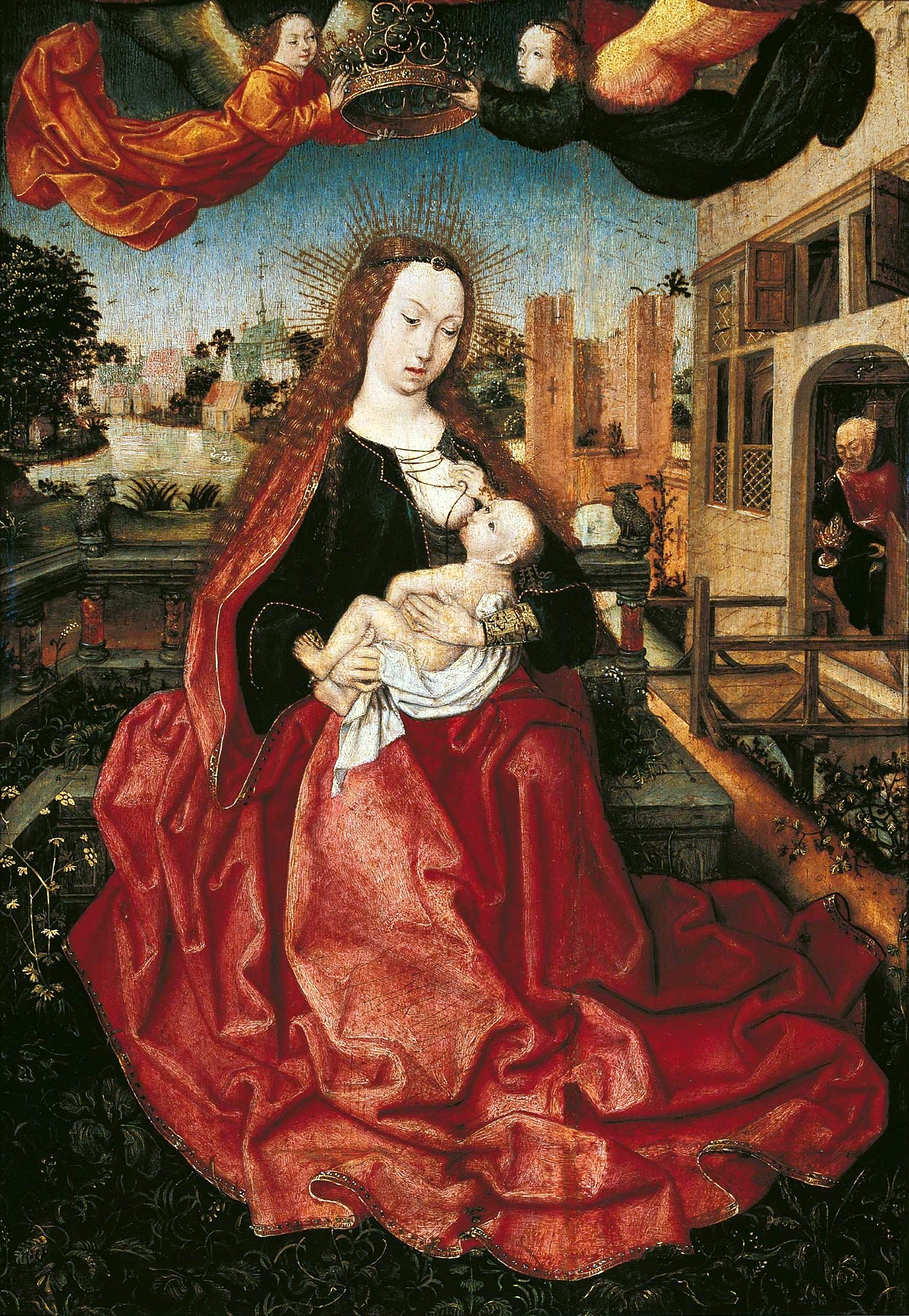
Meister von Frankfurt: Madonna mit Kind

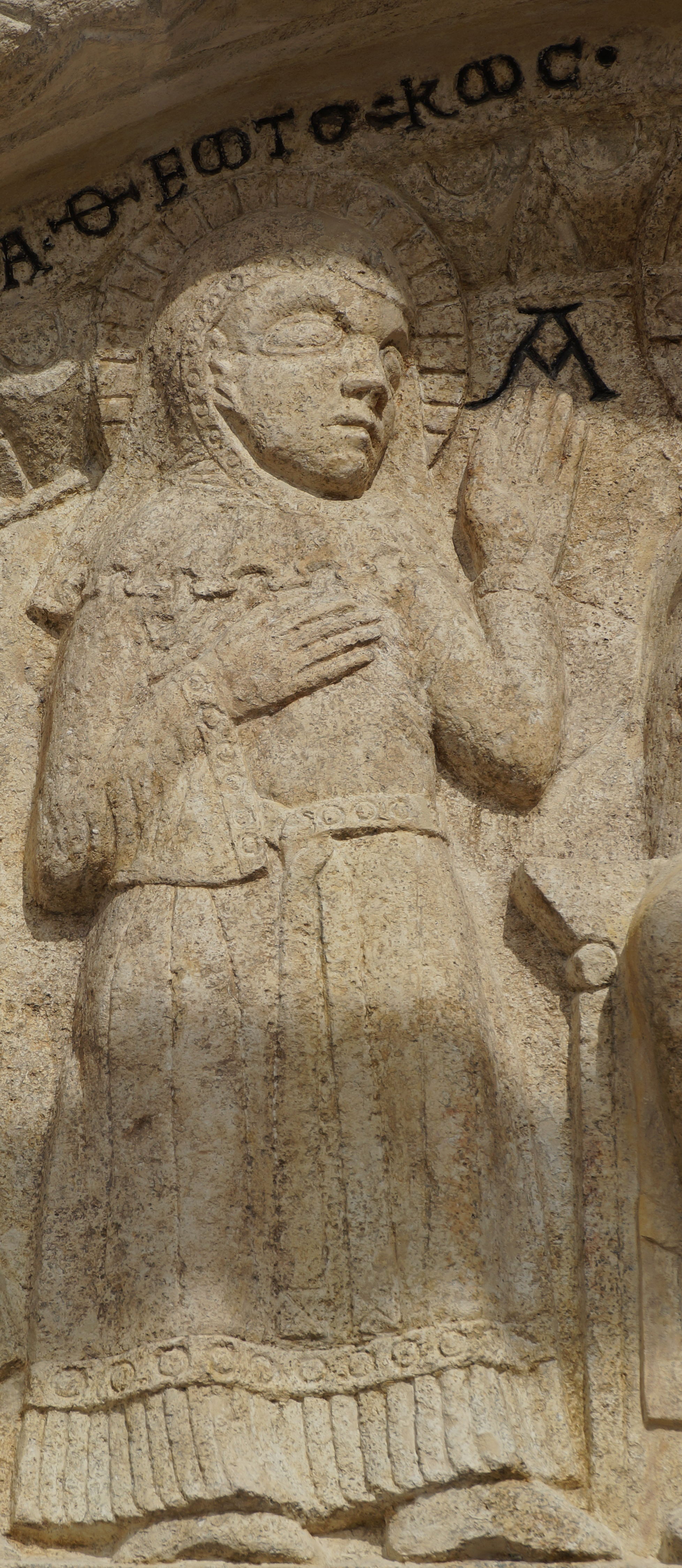
Theotókos am romanischen Westportal des Moosburger Kastulusmünsters

Gottesgebärerin (altgriechisch Θεοτόκος Theotókos, lateinisch Dei Genitrix oder Deipara), deutsch auch Muttergottes, Mutter Gottes oder Gottesmutter (lateinisch Mater Dei), ist ein Ehrentitel für Maria, die Mutter Jesu Christi. Er bezieht sich auf den christlichen Glaubenssatz, dass Jesus Christus wahrer Gott und wahrer Mensch ist.

## Zu den Begriffen Gottesgebärerin und Gottesmutter
Der Begriff Theotókos, der aus dem profanen Griechisch stammt, findet sich im christlichen Gebrauch erstmals nachweislich bei Alexander von Alexandrien um 322. Die Verwendung dieses Titels im Sub tuum praesidium, dem ältesten Mariengebet der Christenheit (auf einem Papyrus gefunden, der ins 3. Jahrhundert datiert wird), weist auf einen noch früheren Gebrauch und bereits auf seine Bedeutung für das christliche Glaubens- und Gebetsleben hin.
Der Titel Gottesgebärerin knüpft an jene Stellen im Neuen Testament an, in denen Maria Mutter Jesu oder die Mutter des Herrn (z. B. Mt 1,18 ; Mt 2,11 ; Lk 1,43 ; Lk 2,34 ; Joh 2,1 ) genannt wird. Er steht im Zusammenhang mit theologischen Reflexionen, wie in der Person Jesu Christi die göttliche und die menschliche Natur vereinigt sind (Zweinaturenlehre).
Das Konzil von Ephesus bestätigte im Jahre 431 die Verwendung der Bezeichnung Gottesgebärerin gegen Nestorius, der lehrte, das Göttliche und die Menschennatur in Jesus Christus seien weitgehend geteilt und unvermischt. Maria sei nicht als Gottesgebärerin (Theotokos), sondern als Christusgebärerin (Christotokos) zu bezeichnen.
Die katholische Dogmatik sieht den Begriff Gottesmutter als eingängigeres Synonym des Begriffes Gottesgebärerin. Die These „Maria hat Gott geboren, ist aber nicht seine Mutter“, die sie hinter der oben genannten Empfindung entdeckt, hält sie umgekehrt für eine neuere Formulierung genau dessen, was das Konzil einst habe verurteilen wollen. Dennoch ist in den lateinischen Texten Dei genitrix keineswegs ungebräuchlich, während mater Dei hauptsächlich nur, allerdings prominent, im Ave Maria vorkommt; oftmals handelt es sich also um eine Übersetzungsfrage.

## Ikonographie
Die Muttergottes wird in der Ikonographie des Marienbildnisses dargestellt als Maria mit dem Kind, häufig bezeichnet als Madonna mit Kind.

### Byzantinische Frühformen
Folgende Haupttypen der Darstellung lassen sich ausgehend von den byzantinischen Frühformen unterscheiden:
- Der Typ der Nikopoia („Siegbringende“) oder Kyriotissa („Herrin“, „Mutter des Herrn“). Maria wird auf einem Thron sitzend dargestellt während das Jesuskind zentral auf ihrem Schoß sitzt. Eine weitere Bezeichnung dieses Typs ist Sedes sapientiae („Thron der Weisheit“).
- Der Typ der Hodegetria („Wegweiserin“). Das Jesuskind wird am linken Arm oder Oberschenkel Marias dargestellt, während Maria mit dem anderen Arm auf das Kind zeigt. Abwandlungen sind der Typ Dexiokratusa („mit der Rechten festhaltend“), bei dem das Kind auf der rechten Seite sitzt, und der Typ Tricherusa („Dreihändige“), bei dem eine dritte Hand abgebildet ist.
- Der Typ der Eleousa („Barmherzige“) oder Glykophilousa („Liebkosende“). Maria wird dem Kind zugewendet dargestellt, während sich die Gesichter der beiden berühren.
- Der Typ der Galaktotrophousa („Milchfütternde“, „Stillende“). Maria wird beim Stillen des Kindes dargestellt. Eine weitere Bezeichnung dieses Typs ist Maria lactans.
- Der Typ der Panhagia („Allheilige“) oder Platytera („Weitere“). Maria wird mit zum Gebet ausgebreiteten Armen dargestellt, das Jesuskind in einem Medaillon über ihrer Brust. Weitere Bezeichnungen dieses Typs sind Virgo orans („Betende Jungfrau“) und Maria orans („betende Maria“).

Spätestens seit dem 3. Jahrhundert, mit der Entstehung des Gebets Unter Deinen Schutz und Schirm fliehen wir, o heilige Gottesgebärerin, findet sich auch die Schutzmantelmadonna.

### Heraldik

Madonna mit Kind (Bastogne, FR)

Muttergottes mit Kind in Strahlenkranz (Vettweiß)

In der Heraldik haben sich verschiedene Darstellungen dieser Wappenfigur als gemeine Figur herausgebildet. Unterscheiden kann man zwischen einer stehenden und sitzenden Heiligen. Weiter, mit welchem Arm das Jesuskind gehalten wird. Ob sich der Knabe auf dem rechten oder linken Arm befindet, ist jedoch nur für die Beschreibung des Wappens wichtig und sollte bei dieser immer erwähnt werden. Eine symbolische Eigenheit ist damit aber nicht verborgen, obwohl dies gelegentlich bei Interpretationen behauptet wird. Beide Figuren, Mutter und Kind, werden mit einem Heiligenschein um den Kopf dargestellt, Maria oft mit einer Mandorla. Diese Heiligenattribute werden einfach oder strahlend in Gold ausgeführt. Maria im Wappen kann oft an den gelegentlich eingestellten realen weißen Lilien erkannt werden. Diese Blume steht für die Jungfräulichkeit. Der Hintergrund vieler Wappen wird durch einen Altar verfeinert. Maria und Kind werden als menschliche Figuren in Silber oder Gold und mit vielen Details ins Wappen gestellt. Die Haar-farbe ist nicht auf blond (Gold) festgelegt. Zugaben sind Krone, Stab mit Lilie oder sonstige religiöse Insignien. Vielfach werden andere Wappenfiguren mit ins Wappenfeld gestellt.

## Marienfest am 1. Januar
Das Hochfest der Gottesmutter wird in der römisch-katholischen Kirche am 1. Januar, dem Oktavtag von Weihnachten, begangen. Bis zur Kalenderreform von 1969 feierte sie das Fest der Mutterschaft der allerseligsten Jungfrau Maria am 11. Oktober. In der griechisch-orthodoxen Kirche wird dieses Fest am 2. Weihnachtstag (26. Dezember) gefeiert.

## Kritik
Historisch stand die Ablehnung des Gottesmuttertitels für Maria immer eng im Zusammenhang mit der Zurückweisung der Inkarnationslehre. So lehnen die Zeugen Jehovas, die Jesus nicht für wesensgleich mit Gott halten (Arianismus), auch den Gottesmuttertitel ab. Auch Adoptionisten, wie in neuerer Zeit Rudolf Steiner, halten die Bezeichnung der Mutter Jesu als Gottesmutter für falsch, da Jesus erst bei der Taufe im Jordan zum Christus (altgriechisch für der Gesalbte) geworden sei (Joh 1,28–34 ).